# Người Mỹ gốc Ấn Độ
Người Mỹ gốc Ấn Độ hoặc người Mỹ gốc Ấn là công dân của Hoa Kỳ với tổ tiên từ Ấn Độ. Cục Thống kê Dân số Hoa Kỳ sử dụng thuật ngữ người Ấn Á để tránh nhầm lẫn với người Mỹ bản địa. Với dân số hơn 4,5 triệu người, người Mỹ gốc Ấn chiếm 1,4% dân số Hoa Kỳ và là nhóm người Mỹ gốc Nam Á lớn nhất, cũng như nhóm lớn thứ hai của dân số gốc Á sau người Hoa. Người Mỹ gốc Ấn Độ là nhóm dân tộc có thu nhập cao nhất ở Hoa Kỳ.

## Lịch sử
- 1899–1914: Làn sóng di cư Ấn Độ đáng chú ý đầu tiên, hầu hết trong số họ là người Sikh từ vùng Punjab. Họ chủ yếu di cư đến California để làm nông nghiệp và tìm việc làm.
- Năm 1912: Ngôi đền Sikh đầu tiên mở cửa tại Stockton, California.
- Năm 1917, Đạo luật Vùng cấm (Barred Zone Act) được thông qua bởi 2/3 số phiếu trong Quốc hội, cấm người châu Á, bao gồm cả người Ấn Độ, nhập cư vào đất nước này.
- Năm 1923: Tòa án tối cao Hoa Kỳ, vụ kiện Bhagat Singh Thind, cấm nhập quốc tịch của người da đỏ là không phải người da trắng, chỉ rõ rằng vì mục đích của luật, mọi người nên được phân loại là người da trắng "theo nghĩa được chấp nhận chung, không phải theo nghĩa khoa học".
- 1943, Đảng Cộng hòa đưa ra dự luật nhập quốc tịch cho người da đỏ tại Hoa Kỳ. Tổng thống Franklin Roosevelt, cũng kêu gọi chấm dứt "sự phân biệt đối xử theo quy luật đối với người Ấn Độ".
- Năm 1946, tổng thống Harry Truman trả lại cho người da đỏ quyền nhập cư và nhập tịch.
- 1965, tổng thống Lyndon Johnson, bằng cách ký Đạo luật INS (INS Act) năm 1965, loại bỏ hạn ngạch nhập cư theo quốc gia và giới thiệu một chương trình nhập cư dựa trên kinh nghiệm chuyên môn và giáo dục.